# آدام لنگ
آدام لنگ (انگلیسی: Ádám Lang؛ زادهٔ ۱۷ ژانویهٔ ۱۹۹۳) بازیکن فوتبال اهل مجارستان است که در پست مدافع بازی می‌کند.
از باشگاه‌هایی که در آن بازی کرده‌است می‌توان به باشگاه فوتبال دیژون، باشگاه فوتبال مول فهروار، باشگاه فوتبال اومانیا، باشگاه فوتبال نانسی، باشگاه فوتبال دیوری ای‌تی‌او و باشگاه فوتبال سی‌اف‌آر کلوژ اشاره کرد.
وی همچنین در تیم‌های ملی فوتبال زیر ۲۱ سال مجارستان، و مجارستان بازی کرده‌است.